# Huerta de la Marquesa
Huerta de la Marquesa es un barrio de la ciudad de Córdoba (España), perteneciente al distrito Poniente Sur. Está situado en zona norte del distrito y ocupa un terreno de forma triangular que limita al este con el barrio de Ciudad Jardín; al sur, con el barrio de Polígono de Poniente; y al oeste, con el barrio de Olivos Borrachos.

## Lugares de interés
- Plaza de toros de Córdoba